# Krscsánszko katholicsánszke cerkvene peszmi
Krscsánszko katholicsánszke cerkvene peszmi (Krščansko-katoliške cerkvene pesmi) je katoliška pesmarica in molitvenik iz 1893 v prekmurščini, ki jo je sestavil martjanski učitelj Jožef Pustaj s pomočjo Jožefa Borovnjaka in Jožefa Bagaryja.
Vatroslav Oblak poroča o Pustajevi pesmarici, da je njen prekmurski jezik pravilen in je pisana v njej vsa prekmurska cerkvena književnost.

## Vsebina, jezik in slog
Jezik pesmarice je enak takratni knjižni prekmurščini katoliških piscev. Pustaj sledi večinoma Borovnjakovemu slogu, ki se je poskusil združevati z osrednjo (knjižno) slovenščino. Edina razlika, da je Borovnjak odstranil dvoglasnike (ej in ou) v prekmurskem knjižnem jeziku, medtem ko Pustaj v svojem slogu ohrani diftonge ej.
Pesmarica ima 526 pesmi. Vsebuje mnogo različnih domačih in predelanih starih prekmurskih pesmi (nekatere iz stare martjanske pesmarice) ter nove pesmi, ki so prevzete iz štajerskih slovenskih virov (približno 50 pesmi). Pustaj označi v opombi razlago nekaterih besed, ki so prevzete iz osrednje slovenščine in so bile tuje Prekmurcem.
Lahko zasledimo v pesmarici še 160 madžarskih pesmi, ki so prevedene tudi v prekmurščino.
Knjigi je dodan splošen koledar in molitvenik.
Pesmarica vsebuje nekaj psalmov, ki sta jih samostojno prevedla Borovnjak in Bagary po latinski Vulgati in nista sledila protestantskemu Psaltirju Aleksandra Terplana.
Laudate pueri Dominum.Psalm 113 (112)

Hválite Goszpóda mladénczi: hválite Imé Goszpodnovo.

Blagoszlovléno bodi Imé Goszpodnovo: od zdaj ino na vekoma.

Od szuncsenoga ízhoda notri do záhoda: bodi hváleno Imé Goszpodnovo.

Goszpód je ober vszej nevernikov visziki: ino nyegova díka vise nebész.

Sto je tak, kakti Goszpon Bóg nas, steri na viszíni prebíva: ino ponízna v nebészaj i na zemli gléda.

Steri sziromáka z práha zdigne: ino nevolnoga z blata potégne.

Naj ga postávi sz Poglavármi: sz Poglavárov szvojega lüdsztva.

Steri neporodno za mater hízsno: za veszélo mater deczé vcsiní.

Dika bodi Bógia Ocsi, i Színi, i szvétomi Dűhi: kak je biló vu zacsétki, tak i zdaj, i na vsze veke. Amen.
Poleg teh psalmov zasledimo še pasijon (popis o trpljenju in smrti Jezusa Kristusa) iz Matejevega in Janezovega evangelija.
Teolog Avguštin Kociper predstavi pesmi in psalme kot važna sredstva, ki v materinščini izražajo globoko vero, trdno upanje in gorečo ljubezen do Boga ter gradijo narodno zavest in vplivajo na narodnostno pripadnost. Te pesmi in psalmi v veliki meri pomagajo obujati vero in upanje v posmrtno življenje. Zato je Pustajeva pesmarica opravila važno vlogo glede ekumenizma.

## Nastanek pesmarice
V sombotelski škofiji, h kateri je pripadala Slovenska krajina (današnje Prekmurje in Porabje), so že dolgo časa razmišljali o enotni prekmurski katoliški pesmarici. Leta 1845 je Jožef Košič napisal v knjigi Zobriszani Szloven i Szlovenka med Műrov i Rábov: »Vszegavejecs nám je krouto potrejbna edna „Peszmaricza Cérkvena“. — Steri plebanus je ali bode za nyou mou's?«
Vaški kantorji so namreč prepisali te pesmi le v svoje rokopisne zvezke, ki jih niso mogli natisniti zaradi stroškov.
Leta 1887 je škof Kornél Hidasy naročil slovenskim župnikom, da na dekanijskih konferencah obravnavajo vprašanje. Istega leta so se slovenski duhovniki v Svetem Jurju pri Rogašovcih odločili za domačo katoliško pesmarico. Učitelj Pustaj se je lotil tega dela.
Gradivo za domače pesmi je zbral Pustaj iz starih prekmurskih rokopisev in sodobnih prekmurskih molitvenikov. Besedila in napeve je zbiral pri župnikih in kantorjih, zlasti pri Borovnjaku. Nekaj pesmi je zapustil, ker so bile zastarane za sodobno rabo.
Pesmarica ni imela več ponatisov, toda je imela velik vpliv na ogrske Slovence, saj so dolgo hranili te pesmi. Čeprav ljudje na začetku niso kupovali pesmarice zaradi visoke cene, zato sta Jožef Bagary in Franc Ivanocy naprosila Društvo Sv. Štefana (Szent István Társulat), ki je izdalo pesmarico, da zniža ceno. Društvo je ugodilo Ivanocyjevi prošnji.
V predgovoru pesmarice se Pustaj posebno zahvaljuje Borovnjakovi in Bagaryjevi pomoči: »…nemrem ete moj predgovor dokoncsati brezi toga, da sze nebi viszoko postüvánomi Borovnyák Józsefi cankavszkomi g. plebánosi ocsiveszno zahválo, kí szo tak dobri bilí, da szo mi vu mojem velkom deli tak szrcsnó pomágali. Tüdi sze morem zahváliti i viszoko postüvánomi Bagáry Józsefi, mojemi dobromi plebánosi, kí szo mi vu píszanyi eti kníg vecskrát dober tanács dáli. Bóg nyima naj plácsa nyihove trűde!«
Katoliški kler Slovenske krajine ni hotel ponatisniti pesmarice, ker so jo imeli za madžaronsko delo. Res, da je nameraval Pustaj s svojo pesmarico malo pomadžarjevati Slovence: »K coj szo djáne i v eti knigaj escse i vnóge vogrszke peszmi tüdi za onoga zroka volo, ár sze vu vecsi mejsztaj Bozsa szlűzsba vecskrát i po vogrszkom jeziki oprávla, ino ár sze je solszka deca i mladézen zdaj zse tüdi privádila, vszamogócsega i dobrotivnoga Ocso po lejpom vogrszkom jeziki hváliti i zvisávati. I vszi mí, kí mladézen gori hránimo, tó verjemo, ka je zse nej dalecs ono vrejme, gda mo vszi lehko po obcsinszkom jeziki nase domovine dícsili Bogá – sz ednim glászom.«
Kljub temu je madžaronski značaj zelo nepomemben v knjigi. Madžarske pesmi so namreč vse prevedene v prekmurščino, medtem ko so verniki peli pesmi bolj v prekmurskem prevodu in ne v madžarskem izvirniku.
Pustajeva cerkvena pesmarica je dala pobudo Ivanocyjevemu politično-kulturnemo krogu, da poiščejo čim več starih prekmurskih rokopisnih pesmaric, ki so jih hranili vaški ljudje. Zbrane pesmi so potem objavili v prekmurskem katoliškem mesečniku Marijinem listu. Poleg tega so napisali veliko razprav o cerkveni in narodni zgodovini ter ljudskih običajih. Podobno sta zbrala pesmi iz starih rokopisov Anton Števanec v Števanovcih in Županekova družina v Šalovcih (Mihael, Janoš in Vilmoš). Jožef Sakovič je prevzel nekaj odlomkov iz Pustajeve pesmarice v svoj molitvenik Molitvena kniga kot npr. križev pot, v kateri vnesel še nekaj popravkov.